# Philipp Barsties
Philipp Barsties (* 1. Januar 1991) ist ein ehemaliger deutscher Handballspieler.
Barsties, der für den deutschen Zweitligisten HSC 2000 Coburg (Rückennummer 4) spielte, wurde meist im linken Rückraum eingesetzt. Mit Coburg gelang ihm in der Saison 2015/16 der Aufstieg in die Bundesliga. Ein Jahr darauf musste man wieder absteigen, Barsties erzielte sieben Tore in 28 Spielen. Im Jahr 2019 beendete er seine Laufbahn und wurde Athletiktrainer im Verein.
Mit der deutschen Junioren-Nationalmannschaft wurde er 2011 Junioren-Weltmeister.